# Glean
Glean – drugi album zespołu EchoBrain wydany 1 stycznia 2004 roku.

## Lista utworów
1. "Jellyneck"
2. "Knock 'Em Out"
3. "You're Sold"
4. "Heroic Dose"
5. "Out of Reach"
6. "Seven Seconds"
7. "Arsenic of Love"
8. "Beat as We Go"
9. "Modern Science"
10. "Hardheaded Woman"
11. "Nowhere Too Long"
12. "Nobody"

## Twórcy
- Brian Sagrafena - perkusja
- Adam Donkin - gitara basowa
- Dylan Donkin - wokal
- Andrew Gomez - gitara/keyboard